# Tomi Mäkelä
Tomi Mäkelä (Lahti, 1964) è un musicologo e pianista finlandese, docente alla Martin-Luther-Universität Halle-Wittenberg, in Germania.

## Biografia
Ha studiato musica e musicologia a Lahti, Vienna, Berlino (Ovest) e Helsinki. Come pianista è stato allievo di Rauno Jussila e Noel Flores. Ha conseguito il dottorato nel 1988 a Berlino sotto la guida di Carl Dahlhaus. Ha pubblicato ampiamente sulla musica del XIX e XX secolo. Il suo libro in tedesco su Sibelius Poesie in der Luft (Breitkopf & Härtel 2007) ha ottenuto il premio Geisteswissenschaft international 2008 ed è stato pubblicato in traduzione inglese da Steven Lindberg come Jean Sibelius (2011).

## Opere
- con Christoph Kammertöns & Lena Esther Ptasczynski (eds.): Friedrich Wieck – Gesammelte Schriften über Musik und Musiker [...] mit einer Einführung [by Tomi Mäkelä] (Interdisziplinäre Studien zur Musik 10), Peter Lang, Frankfurt am Main etc. 2019; ISBN 9783631767450; 390 pages
- Saariaho, Sibelius und andere. Neue Helden des neuen Nordens. 100 Jahre Musik und Bildung in Finnland, Georg Olms, Hildesheim etc. 2014; ISBN 978-3-487-15128-1
- Friedrich Pacius. Ein deutscher Komponist in Finnland. Mit einer Edition der Tagebücher, Briefe und Arbeitsmaterialien von Silke Bruns, Georg Olms, Hildesheim etc. 2014; ISBN 978-3-487-15123-6
- Jean Sibelius und seine Zeit, Laaber, Laaber 2013; ISBN 978-3-89007-767-3
- Jean Sibelius, Boydell, Woodbridge, Suffolk, and Rochester, NY 2011; ISBN 9781843836889; 536 pages
- Fredrik Pacius, kompositör i Finland, Svenska Litteratursällskapet i Finland, Helsinki 2009; ISBN 978-951-583-192-7; 268 pages
- Sibelius, me ja muut, Teos, Helsinki 2007; ISBN 978-951-851-097-3
- Jean Sibelius. "Poesie in der Luft“. Studien zu Leben und Werk, Breitkopf & Härtel, Wiesbaden-Leipzig-Paris 2007; ISBN 978-3-7651-0363-6
- Klang und Linie von Pierrot lunaire bis Ionisation. Studien zur Wechselwirkung von Spezialensemble, Formbildung und Klangfarbenpolyphonie (Interdisziplinäre Studien zur Musik 3), Peter Lang, Frankfurt/ M 2004
- Tomi Mäkelä, Tobias Robert Klein (Eds.), Mehrsprachigkeit und regionale Bindung in Musik und Literatur (Interdisziplinäre Studien zur Musik 1), Peter Lang, Frankfurt/ M 2004
- Aarre Merikantos Konzert ("Schott-Konzert“) (Nordische Meisterwerke 2, Eds. Heinrich W. Schwab/ Harald Herrestahl), Florian Noetzel, Wilhelmshafen 1996
- Virtuosität und Werkcharakter. Eine analytische und theoretische Untersuchung zur Virtuosität in den Klavierkonzerten der Hochromantik. (Berliner musikwissenschaftliche Arbeiten 37, Eds. Carl Dahlhaus/ Rudolf Stephan), Katzbichler, München/ Salzburg 1989
- Training and the Knowledge-Based Society. An Evaluation of Doctoral Education in Finland / David D. Dill, Sanjit K. Mitra, Hans Siggaard Jensen, Erno Lehtinen, Tomi Mäkelä, Anna Parpala, Hannele Pohjola, Mary A. Ritter & Seppo Saari, PhD (Publications of the Finnish Higher Education Evaluation Council 2006, 1, FHEEC, Tampere 2006